# Dicranomyia jujuyensis
Dicranomyia jujuyensis är en tvåvingeart. Dicranomyia jujuyensis ingår i släktet Dicranomyia och familjen småharkrankar.

## Underarter
Arten delas in i följande underarter:
- D. j. jujuyensis
- D. j. obtusirostris